# Horst Hänel
Horst Hänel (* 4. Juni 1926; † 14. April 2002) war ein deutscher Fußballspieler, der von 1952 bis 1953 für die SG Volkspolizei / Dynamo Dresden in der Oberliga, der höchsten Fußball-Liga des Deutschen Sportausschusses in der DDR, spielte. Mit der Dresdner Mannschaft wurde er DDR-Meister.

## Sportliche Laufbahn
Hänel kam im Laufe der Saison 1952/53 von der drittklassigen SG Volkspolizei Eisleben zum Oberligisten SG Volkspolizei Dresden, die sich Anfang 1953 in SG Dynamo umbenannte. Sein erstes Oberligaspiel bestritt er am 14. Dezember 1952 in der Begegnung Dresden – Motor Oberschöneweide. In dieser Begegnung, in der er 75 Minuten absolvierte, schoss er auch sein einziges Oberligator mit dem 3:1-Zwischenstand beim 4:1-Sieg. Trotzdem konnte er Trainer Paul Döring nicht überzeugen und wurde danach bis zum Saisonende nur noch in vier Punktspielen eingesetzt, nur noch zweimal von Beginn an. Sein wichtigstes Spiel für Dresden war das Entscheidungsspiel um die DDR-Meisterschaft 1952/53 am 5. Juli 1953. Beim 3:2-Sieg der Dresdner, erst in der Verlängerung erzielt, kam Hänel in der 75. Minute beim Rückstand von 1:2 in die Mannschaft. Danach schied er aus dem Kader von Dynamo Dresden aus. Von 1956 bis 1959 spielte Hänel als Mittelfeldspieler bei der BSG Chemie Wolfen.